# Tubersent
Tubersent is een gemeente in het Franse departement Pas-de-Calais (regio Hauts-de-France) en telt 505 inwoners (2005). De plaats maakt deel uit van het arrondissement Montreuil.

## Geografie
De oppervlakte van Tubersent bedraagt 6,9 km², de bevolkingsdichtheid is 73,2 inwoners per km².
De onderstaande kaart toont de ligging van Tubersent met de belangrijkste infrastructuur en aangrenzende gemeenten.

## Demografie
Onderstaande figuur toont het verloop van het inwonertal (bron: INSEE-tellingen).